# Bezzimyia busckii
Bezzimyia busckii is een vliegensoort uit de familie van de Rhinophoridae. De wetenschappelijke naam van de soort is voor het eerst geldig gepubliceerd in 1919 door Townsend.